# Tony Nyadundo
Tony Nyadundo est un musicien, compositeur et interprète kényan.

## Biographie

### Enfance et adolescence
Il est né à Kal en Tanzanie et fait partie d'une fratrie de 16 enfants dont 5 sont encore en vie. En 1978, sa famille déménage au Kenya, d'abord à Nyahera dans l'ancien district de Kisumu puis à Kongoni dans la région de la rivière Nzoia.
Ses études primaires furent effectuées à Kongoni avant d'entreprendre, en 1985, ses secondaires à Bugembe. Cependant, faute, pour la famille, de pouvoir payer les frais d'étude, il quittera l'école l'année suivante pour aider son frère ainé Jack qui était tailleur, jusqu'en 1992, année au cours de laquelle il se consacrera uniquement à la musique.

### Carrière musicale
Influencé par son frère Jack, qui est aussi musicien,  il interprète l'ohangla un style de musique traditionnelle de la communauté Luo mais dans lequel il a introduit l'usage de l'harmonica. Ses textes sont surtout basés sur les proverbes ancestraux. Il est accompagné  par le groupe musical The Ohangla Boys Band et son costume de scène est largement inspiré des vêtements traditionnels luo. Ses tournées internationales l'on emmené entre autres en Allemagne et aux États-Unis d'Amérique.
Ses plus grands succès sont Dawa ya mapenzi, Isanda Gi Hera et Obama. Ce dernier titre composé en 2006, en l'honneur du 44e Président des États-Unis d'Amérique Barack Obama alors que ce dernier n'était encore que Sénateur, se retrouve sur l'album Obama (2006).
En 2007, il remporte la catégorie « musique traditionnelle » au Kisima Music Awards et est classé dans les 100 Kényans les plus influents par le journal The Standard.
En 2009, le gouvernement kényan le sponsorise pour visiter les États-Unis d'Amérique lors de l'investiture du Président Barack Obama. C'est aussi depuis 2009 qu'il travaille à la réalisation de son 3e album qui aura pour titre Migingo (du nom de l'ile du lac Victoria de Migingo qui est le centre d'un différend territorial entre le Kenya et l'Ouganda).
Il est propriétaire du Club Donna à Kisumu et est divorcé, depuis 1994, de Bella dont il a deux enfants : William et Michael.
Cependant, il n'a pas oublié ses origines modestes et s'emploie également dans des projets sociaux comme l'aide financière à la Nyang'oma School for the Deaf de Siaya.

## Discographie
Albums
- Isandra Gi Hera   (Label Sound Africa)
  - Isanda Gi Hera
  - Dala Gi Mama Nyiri Beyo
  - Wakiaga Sam
  - Ndoa Ya Machozi
  - Instrumental
- Obama   (Label Sound Africa)
  - Obama La vidéo
  - Lok Pachi
  - Mapenzi
  - Atieno Oberana
  - Opogore